# Robert Lesser
Pour les articles homonymes, voir Lesser.
Robert Lesser, né le 22 octobre 1942 à New York (État de New York), est un acteur américain, parfois crédité Bobby Lesser (ou Bob Lesser).

## Biographie
Au cinéma, à ce jour, Robert Lesser apparaît dans vingt-neuf films américains ou en coproduction sortis entre 1967 et 2016 (auxquels s'ajoute un fim japonais de 2007).
Plusieurs sont réalisés par Peter Hyams, dont Presidio : Base militaire, San Francisco (1988, avec Sean Connery et Mark Harmon) et La Fin des temps (1999, avec Arnold Schwarzenegger et Gabriel Byrne). Mentionnons également Adieu, je reste d'Herbert Ross (1977, avec Richard Dreyfuss et Marsha Mason) et Tina de Brian Gibson (1993, avec Angela Bassett dans le rôle-titre).
Pour la télévision américaine, à ce jour, il contribue à dix-neuf séries, depuis Drôles de dames (un épisode, 1981) jusqu'à une mini-série de 2016. Entretemps, citons Histoires fantastiques (un épisode, 1985) et Code Quantum (un épisode, 1990).
Il collabore aussi à sept téléfilms de 1986 à 2005, dont L'Impossible Alibi de Roger Spottiswoode (1987, avec Ed Harris et Roxanne Hart).
Au théâtre, Robert Lesser joue notamment Off-Broadway (New York) dans trois pièces, la première étant Richard III de William Shakespeare (1974, avec Michael Moriarty dans le rôle-titre et Marsha Mason) ; les deux suivantes sont représentées respectivement en 1975 et 1977. 

## Filmographie partielle

### Cinéma
- 1974 : Faites gaffe, les filles, Archie se pointe (Hot Times) de Jim McBride : le coach / le gourou
- 1975 : Hester Street de Joan Micklin Silver : l'avocat
- 1977 : Adieu, je reste (The Goodbye Girl) d'Herbert Ross : un membre du groupe d'improvisation
- 1980 : Christmas Evil (You Better Watch Out) de Lewis Jackson
- 1984 : 2010 : L'Année du premier contact (2010: The Year We Make Contact) de Peter Hyams : Dr Hirsch
- 1986 : Poltergeist 2 (Poltergeist II: The Other Side) de Brian Gibson : une victime de Kane
- 1986 : Deux flics à Chicago (Running Scared) de Peter Hyams : l'avocat de Supoena
- 1986 : Big Easy : Le Flic de mon cœur (The Big Easy) de Jim McBride : « Silky » Foster
- 1987 : The Monster Squad de Fred Dekker : le père d'Eugène
- 1988 : Randonnée pour un tueur (Shoot to Kill) de Roger Spottiswoode : Minelli
- 1988 : Presidio : Base militaire, San Francisco (The Presidio) de Peter Hyams : le sergent Mueller
- 1988 : Le père Noël est en prison (Ernest Saves Christmas) de John R. Cherry III : Marty
- 1988 : Piège de cristal (Die Hard) de John McTiernan : l'homme d'affaires dans l'avion
- 1989 : Great Balls of Fire! de Jim McBride : Alan Freed
- 1991 : L'embrouille est dans le sac (Oscar) de John Landis : l'officier Keough
- 1993 : Tina (What's Love Got to Do with It) de Brian Gibson : le maître de cérémonie au Fairmount
- 1997 : Relic de Peter Hyams : le maire Robert Owen
- 1998 : Godzilla de Roland Emmerich : Murray
- 1999 : La Fin des temps (End of Days) de Peter Hyams : Carson
- 2002 : American Rhapsody (An American Rhapsody) d'Éva Gárdos : Harold

### Télévision

#### Séries
- 1981 : Drôles de dames (Charlie's Angels) , saison 5, épisode 8 Alambic et Vieilles Querelles (Moonshin' Angels) de Kim Manners : Burt Walker
- 1985 : Histoires fantastiques (Amazing Stories), saison 1, épisode 6 L'Incroyable Vision (The Amazing Falsworth) de Peter Hyams : le jeune homme
- 1988 : Matlock, saison 2, épisode 19 Les Mercantis (The Hucksters) de Charles S. Dubin : Robert Ullman
- 1988 : Freddy, le cauchemar de vos nuits (Freddy Nightmares, a Nightmare on Elm Street: The Series), saison 1, épisode 6 La Fête du samedi soir (Saturday Night Special) : Rawley
- 1989 : La Loi de Los Angeles (L.A. Law), saison 3, épisode 11 Le Nouveau Régime (Izzy Ackerman or Is He Not?) de Sam Weisman : Dr Brian McKenna
- 1989 : L'Enfer du devoir ou Commando du Viêt Nam (Tour of Duty), saison 2, épisode 16 Volontaire (The Volunteer) : le sergent-major Boyd
- 1990 : Code Quantum (Quantum Leap), saison 3, épisode 10 Miracle à New York (A Little Miracle) de Michael Watkins : Max Wushinski
- 1991 : Mariés, deux enfants (Married... with Children), saison 6, épisode 5 À la recherche du mobilier perdu (Lookin' for a Desk in All the Wrong Places) : Edwin Johanson

#### Téléfilms
- 1986 : Qui est Julia ? (Who Is Julia?) de Walter Grauman : Dr Stone
- 1987 : On Fire de Robert Greenwald : le gérant du magasin
- 1987 : L'Impossible Alibi (The Last Innocent Man) de Roger Spottiswoode : Jerry Landau
- 1989 : La Revanche d'Al Capone (Man Against the Mob: The Chinatown Murders) de Michael Pressman : Jeter
- 1991 : The Josephine Baker Story de Brian Gibson : le directeur de Copa City
- 1991 : Le Crépuscule des vampires (Blood Ties) de Jim McBride : Alex Smart
- 2005 : Miss Détective : Un mort en cavale (Jane Doe: Til Death Do Us Part) d'Armand Mastroianni : Dr Nelson

## Théâtre Off-Broadway
- 1974 : Richard III de William Shakespeare : Dorset
- 1975 : Rubbers/Yank 3 Detroit 0 Top of the Seventh (auteur non spécifié) : M. Damiano/Guido Morosini
- 1977 : Isadora Duncan Sleeps with the Russian Navy de Jeff Wanshel : le producteur